# ني منو (حومة لنجة)
ني منو (بالفارسية: نی منو) هي قرية تقع في إيران في مهران.